# Orihuela Club de Fútbol
L'Orihuela Club de Fútbol è una società calcistica con sede a Orihuela, nella Comunità Valenzana, in Spagna.
Gioca nella Segunda Federación, la quarta serie del campionato spagnolo.
Fondato il 4 agosto 1993 con il nome di Orihuela Juventud y Deportes, adottò l'attuale denominazione l'anno successivo, dopo la scomparsa dell'Orihuela Deportiva CF (nato nel 1944), allora principale club cittadino. Da esso prese anche i colori, sostituendolo di fatto.

## Tornei nazionali
- 1ª División: 0 stagioni
- 2ª División: 0 stagioni
- 2ª División B: 8 stagioni
- 3ª División: 8 stagioni

## Palmarès

### Competizioni nazionali
- Segunda División B: 1

1989-1990
- Tercera División: 4

1998-1999, 2001-2002, 2005-2006, 2018-2019
- Tercera Federación: 1

2022-2023 (gruppo 6)

### Altri piazzamenti
- Segunda División B 2011-2012:

Secondo posto: 2011-2012

## Stagioni
| Stagione    | Categoria | Posizione |
| ----------- | --------- | --------- |
| dal 1993-94 | Cat. reg. | —         |
| al 1996-97  | Cat. reg. | —         |
| 1997/98     | 3ª        | 7°        |
| 1998/99     | 3ª        | 1°        |
| 1999/00     | 3ª        | 4°        |
| 2000/01     | 3ª        | 2°        |
| 2001/02     | 3ª        | 1°        |
| 2002/03     | 2ªB       | 20°       |
| 2003/04     | 3ª        | 5°        |
| 2004/05     | 3ª        | 5°        |
| 2005/06     | 3ª        | 1°        |

| Stagione | Categoria | Posizione |
| -------- | --------- | --------- |
| 2006/07  | 2ªB       | 7°        |
| 2007/08  | 2ªB       | 5°        |
| 2008/09  | 2ªB       | 11°       |
| 2009/10  | 2ªB       | 7°        |
| 2010/11  | 2ªB       | 4°        |
| 2011/12  | 2ªB       | 2°        |
| 2012/13  | 2ªB       | 19°       |
| 2013/14  | 3ª        | 3°        |
| 2014/15  | 3ª        |           |